# Antoine Danchet
Antoine Danchet (* 7. September 1671 in Riom, heutiges Département Puy-de-Dôme; † 21. Februar 1748 in Paris) war ein französischer Schriftsteller.

## Leben
Danchet absolvierte seine Schulzeit an einer Schule der Oratorianer und wechselte später mit Empfehlung seiner Lehrer als Dozent für Beredsamkeit nach Chartres (Département Eure-et-Loir). Später wurde er mit einem Lehrauftrag am Lycée Louis-le-Grand in Paris betraut.
Seine ersten literarischen Versuche stammen aus dieser Zeit und er konnte bald schon mit einem Theaterstück erfolgreich debütieren. Daher gab Danchet seine Anstellung als Pädagoge auf und widmete sich ab dieser Zeit nur noch seinem literarischen Schaffen.
1705 nahm ihn die Académie des Inscriptions et Belles-Lettres als Mitglied auf. In diesem Umfeld lernte er u. a. Marie-Angelique und Claudine Guérin de Tencin kennen, die ihm durch ihren Einfluss so manchen Weg ebneten. Durch deren Einfluss wurde Danchet 1712 von der Académie française zum Nachfolger des verstorbenen Paul Tallemant bestimmt (Fauteuil 5). Ihm selbst folgte 1748 Jean-Baptiste Louis Gresset auf diesem Platz nach.

## Zitat
Voltaire widmete Antoine Danchet folgendes Epigramm:
Danchet si méprisé jadis,
Apprend aux pauvres de génie
Qu’on peut gagner l’Académie
Comm on gagne la paradis.

## Werke (Auswahl)
Einzelne Werke
- Apollon et Daphne. Paris 1698 (Musik von Jean-Baptiste Lully).
- Cyrus. Paris 1706.
- Les fêtes vénitiennes. Paris 1710 (Musik von André Campra).
- Les fêtes d’Euterpe. Un ballet. Paris 1758 (zusammen mit François-Augustin Paradis de Moncrif und Charles-Simon Favart).
- Les Héraclides. Paris 1719.
- Hesione. Paris 1700 (Musik von André Campra).
- Idoménée. Paris 1712 (Musik von André Campra) (diente Giambattista Varesco (Text) und Wolfgang Amadeus Mozart (Musik) als Vorlage für die Oper Idomeneo).
- Nitétis. Paris 1724.
- Tancrède. Paris 1701 (Musik von André Campra).
- Les Tyndarides. Paris 1708.

Werkausgabe
- Théâtre de M. Danchet. Paris 1751 (4 Bde.)